# Louis de Cartier d'Yves
Jean-Baptiste Louis Ghislain Joseph de Cartier d'Yves (Marchienne-au-Pont, 26 juli 1787 - Yves-Gomezée, 14 juli 1852) was een Belgisch industrieel en senator.

## Biografie
Louis de Cartier was een telg uit de familie de Cartier. Hij was een zoon van Pierre-Alexandre de Cartier en Anne-Marie Philippart. Hij trouwde in 1816 in Fleurus met Charlotte de Paul de Barchifontaine (1783-1817), tante van Alexandre de Paul de Barchifontaine, en in tweede huwelijk in 1819 in Yves-Gomezée met Marie-Thérèse de Paul de Maibe (1785-1851). Hij kreeg een dochter uit het eerste huwelijk en twee zoons en een dochter uit het tweede.
- Charlotte de Cartier d'Yves (1817-1882), trouwde in 1839 in Yves-Gomezée met baron Gustave de Pitteurs de Budingen (1809-1881), industrieel. Ze kregen een zoon en twee dochters, onder wie baron Léon de Pitteurs de Budingen, ondernemer, burgemeester van Warisoulx en Villers-lez-Heest en santor, met afstammelingen tot heden.
- Louis de Cartier d'Yves (1820-1880), trouwde in 1845 in Antwerpen met Elisabeth (Eliza) Pick (1826-1900). Ze kregen twee zoons, met afstammelingen tot heden.
- Julien de Cartier d'Yves (1822-1873), burgemeester van Yves-Gomzée, trouwde in 1852 in Fleurus met Thérèse de Paul de Barchifontaine (1817-1910). Ze kregen vier dochters, met afstammelingen tot heden.
- Laure de Cartier d'Yves (1826-1902), trouwde in 1851 in Yves-Gomezée met burggraaf Victor de Baré de Comogne (1820-1873), burgemeester van Saint-Germain, zoon van burggraaf Hippolyte de Baré de Comogne, gemeenteraadslid van Hoei en senator. Ze kregen twee zoons en een dochter, onder wie burggraaf Louis de Baré de Comogne, burgemeester van Saint-Germain, provincieraadslid van Namen en volksvertegenwoordiger.

In 1823, ten tijde van het Verenigd Koninkrijk der Nederlanden, verkreeg hij, samen met zijn broer François (1783-1828) adelserkenning, wat hem betreft op de naam 'Cartier d'Yves' en met een bij eerstgeboorte overdraagbare baronstitel. In 1841 verkreeg hij de titel voor al zijn nakomelingen.

### Loopbaan
Zoals zijn vader en andere familieleden was De Cartier d'Yves eigenaar van hoogovens, vaak in vennootschap met zijn schoonbroer, senator Perpète du Pont d'Ahérée. 
In 1831, na de Belgische Revolutie, werd hij verkozen tot katholiek senator voor het arrondissement Philippeville. Hij vervulde het mandaat tot in 1839. In juni 1847 werd hij opnieuw senator tot in juni 1848. Een derde maal was hij senator van september 1851 tot aan zijn dood.
Vanaf 1836 en eveneens tot aan zijn dood was hij burgemeester van Yves-Gomezée. Zijn zoon Julien was eveneens burgemeester van deze gemeente.